# L’Abbaye (tramway d’Île-de-France)
L’Abbaye vasútállomás Franciaországban, Livry-Gargan településen.

## Vasútvonalak
Az állomást az alábbi vasútvonalak érintik:
- Bondy–Aulnay-sous-Bois-vasútvonal
- 4-es villamos

## Kapcsolódó állomások
A vasútállomáshoz az alábbi állomások vannak a legközelebb:
- Lycée Henri Sellier (Bondy, 4-es villamos)
- Freinville - Sevran (Aulnay-sous-Bois (tram), 4-es villamos)